# Västra Lernbo
Västra Lernbo is een plaats in de gemeente Smedjebacken in het landschap Dalarna en de provincie Dalarnas län in Zweden. De plaats heeft 128 inwoners (2005) en een oppervlakte van 44 hectare. De plaats ligt aan het meer Leran.

## Verkeer en vervoer
Bij de plaats loopt de Riksväg 66.
Door de plaats loopt een spoorlijn.